# Гінзбург Геннадій Ізяславович
Генн́адій Ізясл́авович Ѓінзбург (11 серпня 1971, Комунарськ) — німецький (до 1995 року — український) шахіст, гросмейстер (2006). Шаховий тренер.

## Біографія
Перші кроки в шахах Геннадій Гінзбург зробив в Україні, де його наставником був відомий гросмейстер Геннадій Кузьмін. У 1990 році він посів 8-ме місце в чемпіонаті УРСР, а вже у 1992-му став віцечемпіоном незалежної України.
У 1994 році Гінзбургу присвоєно звання міжнародного майстра і того ж року він переїхав до Німеччини. Там він успішно виступав на численних міжнародних турнірах, серед яких:
- Дармштадт (1994, 1–2 місце)[1],
- Мангайм (1994, 1–2 місце)[2],
- Гофгайм (1995, 1 місце)[3],
- Гіссен (1995, поділ 1–4 місць)[4],
- Кальві (2004, поділ 1–3 місць)[5]/

Гросмейстерські норми Гінзбург виконав на таких змаганнях:
- 13-й опен у Каппель-ла-Гранді (1997)[6],
- 8-й опен у Бад-Цвестені (2004)[7],
- сезон 2005/06 у «2-й Бундеслізі-Захід»[8].

У вересні 2006 року він офіційно отримав титул міжнародного гросмейстера.
У Німеччині Гінзбург не лише продовжив активну ігрову кар'єру, але й заснував шахову академію в Дармштадті разом із дружиною, яка викладає мистецтво та історію мистецтв. Він є відомим шаховим тренером, серед його учнів — міжнародний майстер Джейсон Клейман та низка майстрів ФІДЕ.
Грав за німецький клуб «SV 1920 Hofheim» (разом з Володимиром Гуревичем), переважно у 2-й Бундеслізі, а також у 1-й Бундеслізі (2003—2005, 2017—2019). Один сезон (2009/10) представляв «SK Heidelberg-Handschuhsheim». Також виступав у клубних чемпіонатах Бельгії за команду «Schachfreunde Wirtzfeld» (чемпіон Бельгії 2009 року) та Люксембургу за «De Sprénger Echternach», з яким вигравав командну першість Люксембургу у 2015, 2016, 2018 та 2019 роках.
У 2013 році взяв участь у XIX Маккабіаді, де посів 5-те місце, а в 2017 році на XX Маккабіаді — 7-ме місце.

## Турнірні результати

### Чемпіонати України
Геннадій Гінзбург зіграв у трьох фінальних турнірах чемпіонатів України, набравши загалом 20 очок з 36 можливих (+13-10=14).
| Рік  | Місто       | Турнір                 | + | − | = | Результат | Місце  |
| ---- | ----------- | ---------------------- | - | - | - | --------- | ------ |
| 1990 | Сімферополь | 59-й чемпіонат України | 2 | 3 | 5 | 4½ з 10   | 8      |
| 1991 | Сімферополь | 60-й чемпіонат України | 4 | 5 | 4 | 6 з 13    | 10     |
| 1992 | Сімферополь | 61-й чемпіонат України | 7 | 2 | 5 | 9½ з 14   | Silver |